# Арибо I
Арибо I (на немски: Aribo I, † 1001/1020) от род Арибони, е граф в Химгау и Леобенгау и от 985 г. пфалцграф на Бавария.

## Биография
Той е син (или внук) на граф Кадалхох в Изенгау († 951/953). Приятел е и близък роднина на император Хайнрих II.
През 994/999 г. Арибо I основава манастир Зееон, северно от Кимзе, като домашен манастир. През 1004 г. Арибо I е вече парализиран и няма права и по негово желание съпругата му Адала Баварска, заедно с техния син Арибо, по-късният архиепископ на Майнц, основава женския манастир Гьос.

## Фамилия
Арибо I се жени за Адала Баварска († сл. 1020), дъщеря на пфалцграф Хартвиг I от Бавария († 985) от род Арибони, и съпругата му Вихбурга Баварска († сл. 980). Те имат децата:
- Хартвиг II († 1027), пфалцграф на Бавария
- Арибо († 1031), от 1021 архиепископ на Майнц
- Вигбург († като дете)
- Вигбург, абатиса
- Хадалхох († 1030), граф в Изенгау
- Хилдбург, оо Арнолд I фон Велс-Ламбах († сл. 1020)
- Кунигунда († сл. 1020), абатиса на Гьос
- Еберхард/Епо/Еброхард, граф в Изенгау (995), граф в Леобентал (1044)